# Internierungslager Steinklamm

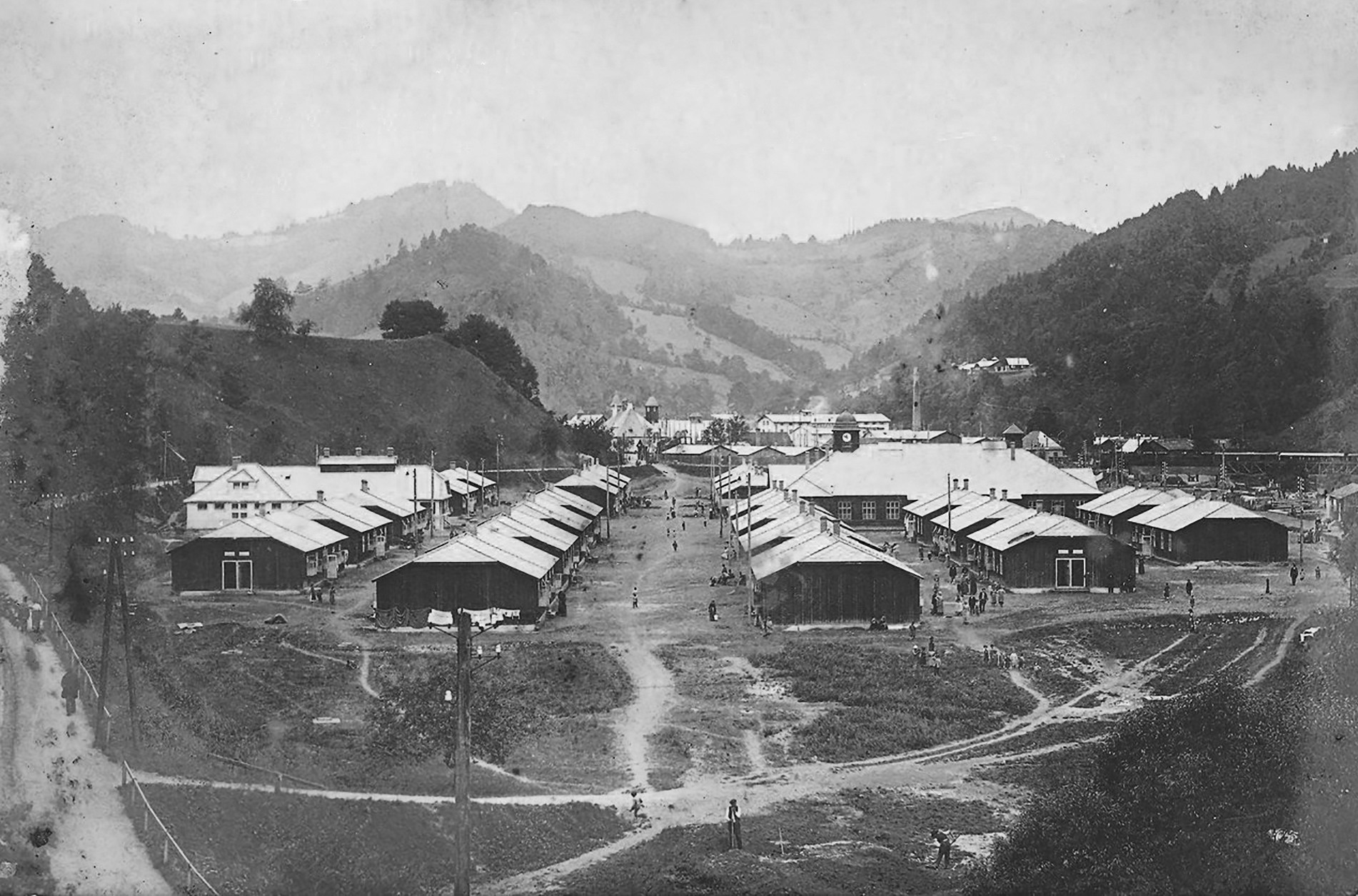
Lager Steinklamm (1916) Blick von Osten

Das Internierungslager Steinklamm (auch Flüchtlingslager Steinklamm) befand sich in Steinklamm in der Gemeinde Rabenstein an der Pielach in Niederösterreich.

## Situation

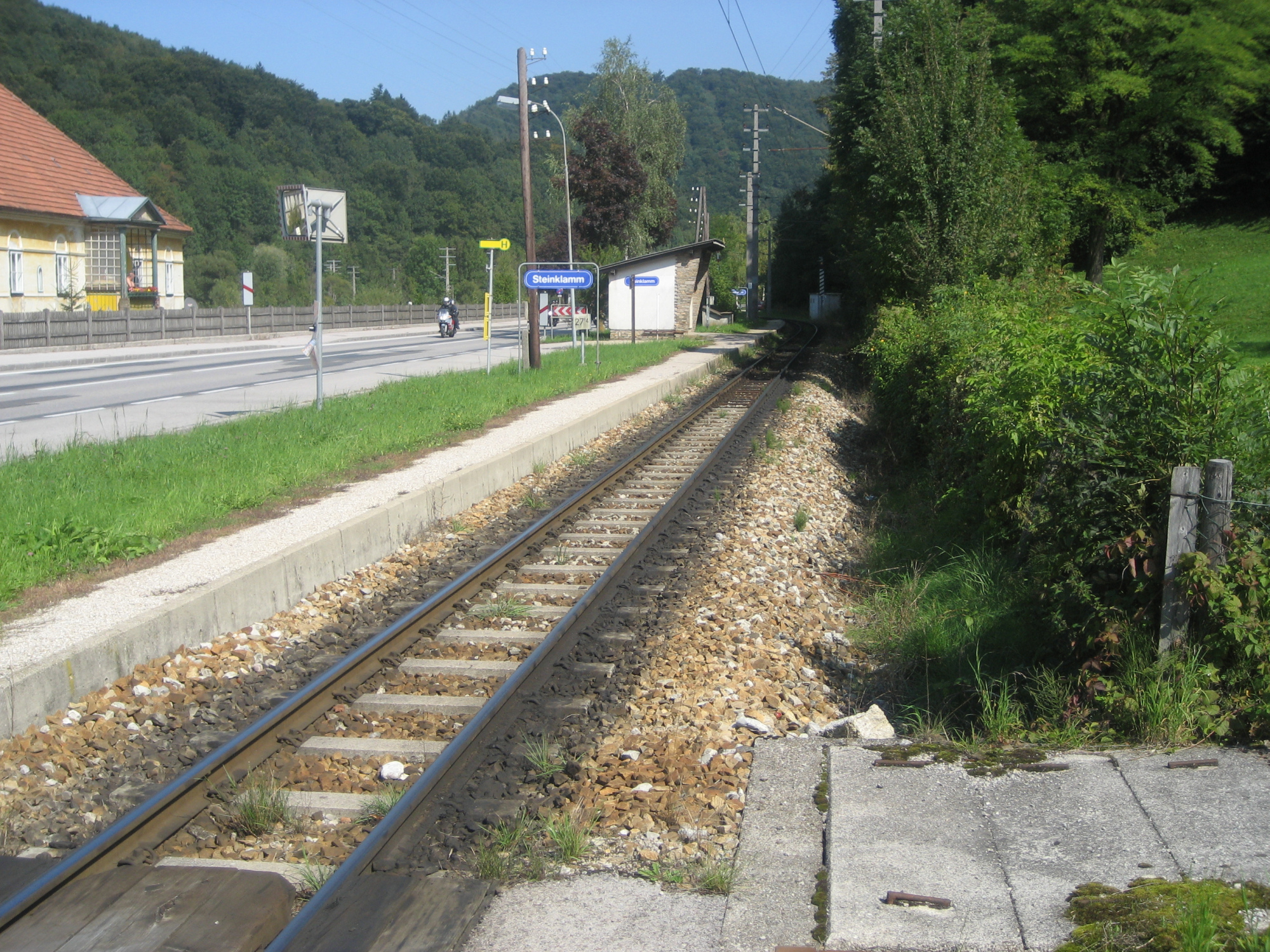
Bahnstation Steinklamm

Der in einer markanten Schleife des Pielachtales logistisch günstig gelegene Ort war ein aufgelassener Industriestandort, an dem ab 1841 Branntwein und Essig erzeugt wurden und der später von Harlander Coats als Baumwollspinnerei und Zwirnfabrik genutzt wurde. Die Steinklammer Gummiwerke übernahmen 1908 das Gelände, allerdings beendete die Firma aufgrund ihrer britischen Eigentümerschaft mit dem Ausbruch des Ersten Weltkrieges die Betriebstätigkeit, nachdem mit Beginn des Ersten Weltkrieges die gesamte Liegenschaft beschlagnahmt und unter Zwangsverwaltung gestellt wurde. Der Ort war durch die Pielachtal Straße und seit 1898 durch eine Station der Mariazellerbahn, einer Schmalspurbahn, verkehrsmäßig erschlossen.

## Geschichte

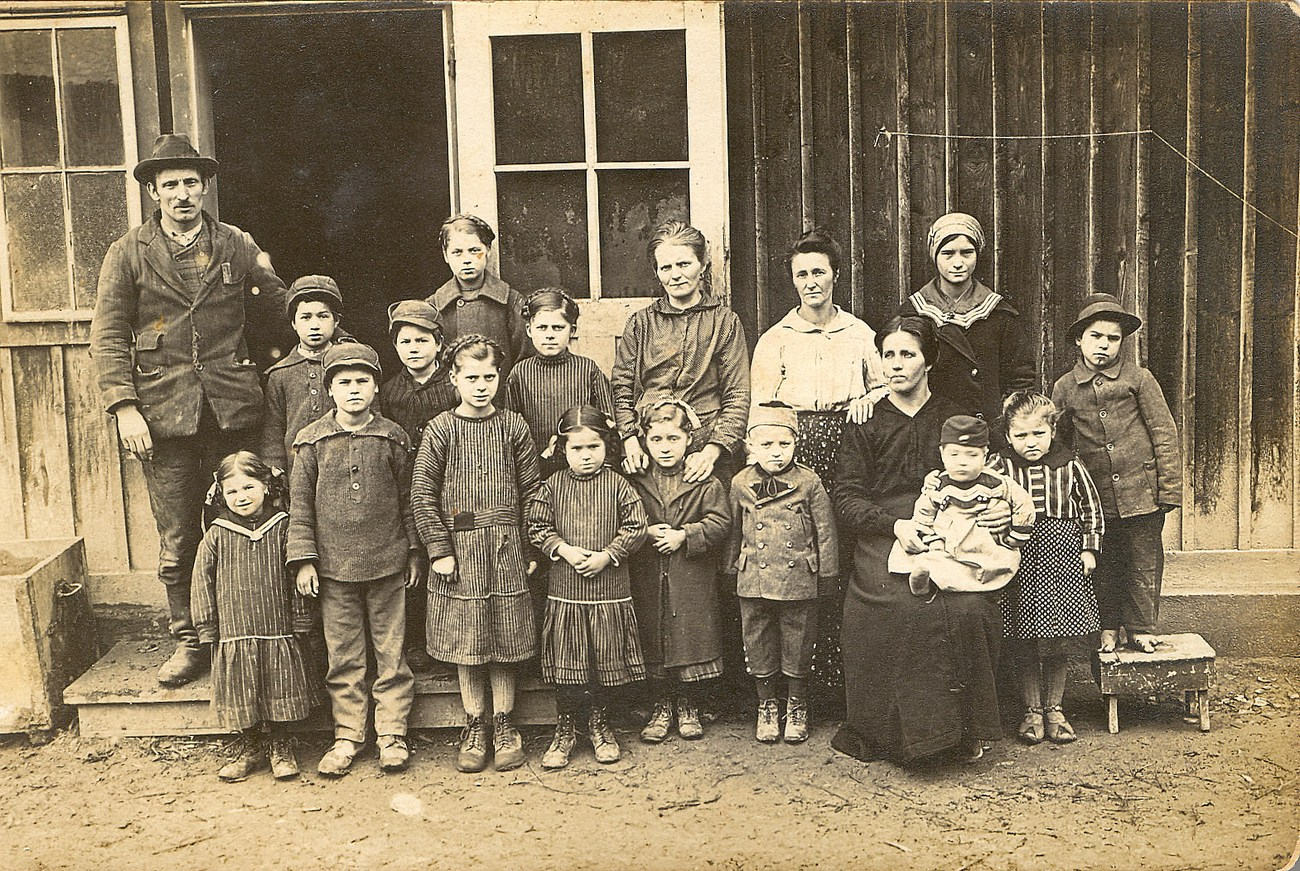
Flüchtlinge vor ihrer Hütte

Das Lager wurde 1914 errichtet und war bereits im September 1914 mit 1.500 Personen belegt, vorwiegend Flüchtlingen aus Galizien, teilweise aber auch Personen, die unter dem Verdacht der Spionage standen. Die hygienischen Umstände führten alsbald zu einer Flecktyphusepidemie; der erste Tote wurde im Januar 1915 registriert. Hierauf wurde das Lager umfangreich erweitert, sowie mit einer Wasserleitung versehen, was aber weiteren Seuchenausbrüchen wie Masern, Pocken keinerlei Einhalt gebieten konnte.
Mit der Wiedergewinnung Galiziens konnten 1915 viele aus Galizien stammende Flüchtlinge wieder in ihre Heimat zurückkehren und das Lager wurde mit Italienern aufgefüllt. Um Platz zu schaffen, wurden Internierte auch in andere Lager überstellt. Leider brachten ankommende Internierte auch Blattern, Scharlach und Dysenterie ins Lager mit.
Nach mehreren Umbelegungen waren dort in Spitzenzeiten bis zu 8.000 POW  vorwiegend südosteuropäischer Abstammung interniert. Es wurde ein eigenes Kirchlein errichtet und, ob der häufigen Todesfälle, mit einem Friedacker versehen.
Nach dem Kriegsende wurde das Hauptgebäude 1919 zu einem Waisenhaus umgewidmet.